# Чепелик, Оксана Викторовна
Оксана Викторовна Чепелик (род. 14 февраля 1961, Киев) — советский и украинский архитектор (Теория архитектуры, реставрация памятников архитектуры), художница, кинорежиссёр
, сценаристка, кинооператор. Член НСХУ (1994). Представитель Новой украинской волны.

## Биография
Оксана родилась 14 февраля 1961 года в Киеве, в семье архитектора Виктора Чепелика. Закончила Киевский художественный институт, ныне НАОМА (1984) и аспирантуру в Москве (1988). Учителя И. Шпара, Н. Б. Чмутина. Продолжила обучение за рубежом: 1995 в CIES в Париже и 1998 в Амстердамском Университете.
Резиденции: 1996 в CREDAC, Париж, 1998 в Бенфф центре, Канада, 2000—2002 в Баухаузе, Дессау, Германия, 2001 в ARTELEKU, Сан-Себастьян, Испания и в FACT, Ливерпуль, Великобритания. В 2003—2004 стажировалась в киношколе Калифорнийского университета Лос-Анджелеса UCLA (стипендия Фулбрайта, США).
В 1992—2007 она получала гранты во Франции, Германии, Испании, США, Канаде и Великобритании. Фильмы демонстрировались в Музеях и на выставках: 1998 в MOMA, Нью-Йорк, 1999 ART FAIR Стокгольм, Швеция, 1999 Музей Современного Искусства, Загреб, Хорватия, 2000 Немецкий Исторический Музей, Берлин, 2001 Мюнхен, Германия, 2001 Музей истории искусства, Вена , Австрия, 2002 SEAFair Музей Современных Искусств, Скопье, Македония, 2003Музей Юрских Технологий, Лос-Анджелес, США.
Её фильмы, художественные произведения демонстрировались на многочисленных фестивалях кино, видео и новых медиа по всему миру, получая призы: в Нью-Йорке, Лондоне, Таллинне, Санкт-Петербурге, Оснабрюке, Монтекатини, Линце, Москве, Париже, Берлине, Оберхаузене, Ливерпуле, Бело-Оризонте, Карловых Варах (категория А), Кишиневе, Веймаре, Тель-Авиве, Анкаре, Пезаро, Санта-Фе, Штутгарте и других.

## Премии
- Премия A.I.D.O. FilmVideo Award, Италия (1999).
- Премия Werklietz Award, Германия (2003).
- Премия ArtsLink Independent Projects Award, США (2007)

## Фильмография
- 1994 — «История, которую рассказал Шлиман …» (экспериментальный)
- 1994 — «Дорогами нашей памяти» (экспериментальный)
- 1997 — «Встреча двух подводных лодок» (документальный)
- 1998 — «Очевидна неотвратимость» (экспериментальный)
- 1998 — «Любимые игрушки лидеров» (экспериментальный)
- 1999 — «Голубой. Белый. Красный? Голубой»(экспериментальный)
- 1999 — «Долгое Марш» (экспериментальный)
- 2000 — «Интродукция» (документальный)
- 2000 — «Виртуальная морская башня» (экспериментальный)
- 2001 — «Вертикальная путешествие» (экспериментальный)
- 2001 — «Хроники от Фортинбраса» (экспериментальный)
- 2002 — «Урбанистическая мультимедийная утопия» (экспериментальный)
- 2004 — «Хор глухонемых» (экспериментальный)
- 2004 — «Shifting Time» (экспериментальный)
- 2005 — «Начало» (документальный)
- 2006 — «Чернобыльская сказка» (экспериментальный)
- 2008 — «Музей» (документальный)
- 2008 — «Реальный мастер-класс» (документальный).